# Andrea Dallavalle
Andrea Dallavalle (ur. 31 października 1999) – włoski lekkoatleta specjalizujący się w trójskoku.
Brązowy medalista olimpijskiego festiwalu młodzieży Europy (2015). W 2016 wywalczył srebro mistrzostw Europy do lat 18, a rok później – do lat 20. Brązowy medalista młodzieżowych mistrzostw Starego Kontynentu (2019). W 2021 zdobył złoto tej imprezy.
W 2021 startował na igrzyskach olimpijskich w Tokio, podczas których zajął 9. miejsce. Czwarty trójskoczek mistrzostw świata w Eugene (2022). W tym samym roku zdobył w Monachium wicemistrzostwo Europy, natomiast trzy lata później zdobył brązowy medal halowego czempionatu Europy w Apeldoorn.
Złoty medalista mistrzostw Włoch.
Rekordy życiowe: stadion – 17,35 (12 czerwca 2021, Grosseto); hala – 17,36 (23 lutego 2025, Ankona).

## Osiągnięcia
| Rok  | Impreza                               | Miejsce   | Pozycja           | Wynik |
| ---- | ------------------------------------- | --------- | ----------------- | ----- |
| 2015 | Olimpijski festiwal młodzieży Europy  | Tbilisi   | 3. miejsce        | 14,74 |
| 2016 | Mistrzostwa Europy juniorów młodszych | Tbilisi   | 2. miejsce        | 15,74 |
| 2017 | Mistrzostwa Europy juniorów           | Grosseto  | 2. miejsce        | 16,87 |
| 2019 | Młodzieżowe mistrzostwa Europy        | Gävle     | 3. miejsce        | 16,95 |
| 2019 | Mistrzostwa świata                    | Doha      | el. – 32. miejsce | 15,09 |
| 2021 | Młodzieżowe mistrzostwa Europy        | Tallinn   | 1. miejsce        | 17,05 |
| 2021 | Igrzyska olimpijskie                  | Tokio     | 9. miejsce        | 16,95 |
| 2022 | Igrzyska śródziemnomorskie            | Oran      | 5. miejsce        | 16,44 |
| 2022 | Mistrzostwa świata                    | Eugene    | 4. miejsce        | 17,25 |
| 2022 | Mistrzostwa Europy                    | Monachium | 2. miejsce        | 17,04 |
| 2024 | Mistrzostwa Europy                    | Rzym      | 8. miejsce        | 16,90 |
| 2024 | Igrzyska olimpijskie                  | Paryż     | el. – 19. miejsce | 16,65 |
| 2025 | Halowe mistrzostwa Europy             | Apeldoorn | 3. miejsce        | 17,19 |